# 竹本勢見太夫
竹本 勢見太夫（たけもと せいみだゆう）は、義太夫節の太夫。江戸後期より四代を数える。竹本勢ィ見太夫や竹本勢イ見太夫とも表記するように、「せいみだゆう」と読む。これは初代が、徳島県にある眉山の一部を構成する勢見山（せいみやま）から「勢見」を取り、勢見太夫と名乗ったためであり、「せみたゆう」と表記する資料もあるが、「せいみだゆう」が適切である。初代は四代目政太夫・五代目政太夫の門弟であり、四代目竹本綱太夫の門弟見立角力の東前頭筆頭に竹本勢見太夫の名があることから四代目竹本綱太夫の門弟でもある。三代目は五代目綱太夫の門弟。四代目は六代目綱太夫・七代目綱太夫の門弟であることから、竹本綱太夫系の名跡として知られる。

## 初代
（生年不詳 - 天保15年=弘化元年（1844年））
四代目竹本政太夫の門弟。師の没後は三代目竹本重太夫（五代目竹本政太夫）の門弟となっているが、もともとは素人の浄瑠璃語りで「独教」「鈍教」「蘭芝」「あん玉」等と名乗ったようで、多数の素人名を名乗っていたのか、いずれかが誤りなのか判断がつかないが、素人の浄瑠璃語りとしてかなりの実力者であった。プロとして芝居に出座するために、四代目政太夫の門弟となった。しかし四代目政太夫は天保4年（1833年）に死去しており、師の没後は三代目重太夫（五代目政太夫）の門弟となった。『義太夫年表近世篇』によれば、『元木家記録』の天保4年（1833年）の項に、「一、大坂江戸堀対馬屋と申方ニ番頭役相勤候蘭芝卜申素人浄留リ語リ疾病ニ而四五年以来四国ヘ度々修行仕候所、昨年南方ニ而逗留仕居申候所、富田小学院雇帰リ私宅ニ而浄留リ芝居出来未病気不快ニ而駕ニ而往来仕懸リ候得共、甚面白キ事ニ而藍玉同断と申評判ニ而其後ハ折々座敷杯相勤申候、当正月麻植辺ニ而三ヶ所芝居出来、又追々外村より雇申度候所、右評判ニ仕大阪より政太夫、組太夫、港太夫、角力頭取中より迎之書、状態人差越、何分帰次第市ノ側芝居へ被出候様申来リ右ニ付二月十三日頃罷帰申候、当国ニ而ハ三味線儀鳥大坂罷帰早速芝居へ出申ニ付大夫号勢見太夫卜相名乗申候、右訳ハ御国ニ而厚世話ニ相成申候ニ付、厚恩忘却仕間敷ため御国勢見山ヲ取リ勢見太夫ト自身名付申事ニ候、徳島逗留中三度承リ付合候所、甚人柄宜敷人ニ而御座候直様相勤候、出し物安達原三組太夫、信功記四段目三十日之間、給銀六拾両程取申趣誠ニ珍敷事ニ而御座候」しかし、この資料を引用する『義太夫年表 近世篇』にもあるように、天保4年（1833年）2月北堀江市の側芝居にて2月に藍玉（竹本）組太夫が信功記四段目（『祇園祭礼信仰記』四段目切 爪先鼠）を語り、同年3月同芝居にて勢見太夫が安達原三（『奥州安達原』三段目切 袖萩祭文）を語っている。
この『奥州安達原』三段目切が竹本勢見太夫の初出座となる。この芝居は『酒吞童子語』の通しに切浄瑠璃として『奥州安達原』を付けた演目立てであり、番付に「切浄瑠璃 奥州安達原　三段目 口 竹本錦太夫 切 竹本勢見太夫」とあるように、いきなり切浄瑠璃（附物）の切場を「切」の字を付け語っている。上記の『元木家記録』の通り、実力のある素人太夫（俗にいうバケモノ）の華々しいデビューであった。同年8月同芝居でも『刈萱桑門筑紫（いえずと）』の附け物『摂州渡辺橋供養』「鳥羽の里の段 切」を語っている（口は竹本当磨太夫）。
翌天保5年（1834年）4月いなり社内『彦山権現誓助剣』の附け物『義経腰越状』「泉ノ三郎館の段　切」を語り、文楽の芝居に初出座する（口は四代目豊竹島太夫）。この次々と附け物の切を語る華々しすぎるデビューに対し、様々な意見があったようでしばらく休座する。『増補浄瑠璃大系図』には以下のように記されている。「天保五年甲午四月八日より博労町稲荷社内文楽軒芝居へ初て出勤致すなり前彦山権現切に義経腰越状三段目の切勤る此時には初て出たる太夫に切の一宇を書せども段々素人より中年太夫多くなりてより三芝居の間は切の一宇を書事を仲間より免さず尤此人の浄瑠璃は節に曲有て面白く候得共聞なれぬ素人のよふに思ひ見物余り受よからず依て暫らく退座致されたり」これは、この頃素人藍玉が大名跡竹本組太夫をいきなり名乗り出座するなど、素人のバケモノに対する軋轢があったものと推察される。
休座の間は、『元木家記録』に同年9月徳島石口での浄瑠璃興行に勢見太夫の名前があることから、地元へ戻っていたことがわかる。
「徳島石口ニ而六太夫芝居出来、九月下旬より十月廿二三日迄、太夫浪太夫追抱鈴木太夫、勢見太夫、紀州様御晶負ニ而衣装不残拝領ニ而結構此上なし、余程当申候而少々徳用ニ罷成申趣、宇三郎見物其後お染おちよ罷越島屋ニ而逗留仕見物いたし候、升四匁、木戸外内ニ而壱匁三分」
天保6年（1835年）12月いなり社内『日本賢女鑑』で三冊目 奥と十冊目 切を語り復帰。その後もいなり社内の文楽の芝居での出座を続けた。
天保7年（1836年）2月『菅原伝授手習鑑』「桜丸切腹の段 切」、同年5月『夏祭浪花鑑』「玉島の段 切」、11月『仮名手本忠臣蔵』「勘平住家ノ段 切」を語っており、同座する四代目竹本綱太夫、四代目豊竹岡太夫、三代目竹本住太夫、三代目竹本長門太夫、三代目竹本むら太夫らと並び立っていたことがわかる。
石割松太郎『人形芝居雑話』内の説教讃語事件の記述において「その時の（文楽の芝居の）名代は枡屋五兵衛、櫓下の太夫は豊竹喜代太夫、主なる太夫は長門太夫、重太夫、住太夫、勢見太夫といふ顔ぶれ、三味線の筆頭が豊沢仙左衛門です。」「金弐歩づゝ渡したのは竹本重太夫、竹本住太夫竹本長門太夫　金三朱と二百八十六文づゝ渡したのは竹本勢見太夫、竹本三根太夫、豊竹岡太夫、豊沢仙左衛門、鶴沢勝右衛門といふのであります。」とあり、文楽の芝居内での勢見太夫の位置づけがわかる。
その後も文楽の芝居に出座し、天保10年（1839年）3月『播州皿屋敷』「三平住家の段 切」を語り、この芝居の番付に六代目染太夫が「皿屋敷三平内の段勢見太夫場 五行本出る」と書き込みをしている。
天保11年（1840年）正月稲荷社内『契情小倉の色紙』「尾形館の段 切」を語り、文楽の芝居を後にし、地元阿波へ巡業に出る。『元木家記録』に「大谷石口ニ而三月上旬より安五郎芝居出来、座太夫竹本出羽太夫、追抱竹本勢見太夫、三味線兵吉、四月中旬迄大体当り申候、役者大坂国八外ニ少々参申候、宇三郎夫婦四月三日見物大出来ニ候」「佐古十丁目浦ニ而十月十四より吉川安五郎芝居出来、座太夫出羽太夫、追抱勢見太夫、霜月十五日迄甚不当り大損」とある。
翌天保12年（1841年）8月御霊芝居『競伊勢物語』「小よし住家の段 切」を語り大坂の舞台に復帰。この時二代目勢見太夫を継ぐ竹本恵見太夫は『伽羅先代萩』「御殿の段 切」を語っている。「此頃勢見太夫義下モより罷帰り候事なれば不座ながらも彼を入レて興行可致様御進メ被下候ニ付早速相談仕候所勢見太夫義も昨年より久々他国仕候其上不座之義ニ御座候故御目見江程も辞退仕候へどもだんだん、御進メに随ひ止事を得ず出勤仕候」と、口上にある。
天保13年（1842年）正月より四代目竹本綱太夫が紋下を勤める稲荷社内の文楽の芝居へ復帰し、『義経千本桜』「二段目 中」「四段目 切」を語る。この頃初代鶴澤清六が勢見太夫を弾いていた。天保15年=弘化元年（1844年）正月道頓堀若太夫芝居『傾城阿波鳴門』「十郎兵衛内の段 切」を語り、以降は病にて新町通二丁目住居に引っ込み、同年死去と『増補浄瑠璃大系図』は記している。しかし、同年3月同座『嬢景清八嶋日記』「日向島の段 切」に竹本勢イ見太夫の名があり、また、同年9月兵庫芝居『菅原伝授手習鑑』「首実見の段」竹本勢見太夫とあることから、これらが最後の舞台の可能性もある。
門弟に、竹本一三五太夫（初代に破門され、番付の編集を行っていた四代目豊竹駒太夫門下になり、後に素人名大日連勢見軒を名乗り、番付屋豊竹勢イ見軒を起こす）、竹本恵見太夫（二代目勢見太夫）、竹本盛太夫、竹本宮太夫、竹本泉太夫がいる。

## 二代目
（生年不詳 - 嘉永4年（1851年）10月28日）
竹本恵見太夫（恵美太夫） → 二代目竹本勢見太夫
初代の門弟。播州明石の出身。天保9年（1838年）11月稲荷社内『天網島』「新地茶屋の段 口」を語り竹本恵見太夫として初出座。切は師匠初代勢見太夫が語っている。以降も師匠初代勢見太夫と共に文楽の芝居へ出座。竹本恵美太夫と記す番付もある。
天保11年（1840年）師匠に従い師匠の故郷阿波への巡業へ参加。翌天保12年（1841年）8月御霊芝居『伽羅先代萩』「御殿の段 切」を語り大坂の舞台に復帰。初出座から3年でこの段を語る恵見太夫の実力のほどをうかがわせる。
師が天保15年=弘化元年（1844年）に没した後は、二代目勢見太夫を襲名し、東京へ向かったと『増補浄瑠璃大系図』にあるが、弘化2年（1845年）4月四ツ橋南ヘ入浜「朝貌　宿や」を語る竹本恵見太夫がいる。
二代目勢見太夫襲名の時期は明らかではないが、弘化4年（1847年）4月改正『三都太夫三味線人形見競鑑』に「東前頭 大坂 竹本恵見太夫」とあり、翌嘉永元年（1848年）正月改正『三都太夫三味線人形見競鑑』に「東前頭 江戸 竹本勢見太夫」とあることから、この頃二代目勢見太夫を襲名し、江戸へ下ったことがわかる。しかし同書に「西前頭 大坂 豊竹勢見太夫」がいる。続く6月改正『三都太夫三味線人形見競鑑』では『東前頭 大坂 竹本勢見太夫」と「西前頭 大坂 豊竹勢見太夫」と、竹本と豊竹の勢見太夫がいる。豊竹勢見太夫は不明であるが、初代を破門された一三五太夫が、番付の編集を行っていた四代目駒太夫の預かりとなり、豊竹三五太夫となり、安政5年（1858年）の駒太夫没後、素人の大日連勢見軒となり番付屋豊竹勢イ見軒を起こしていることから、同門の恵見太夫が江戸で二代目勢見太夫となったので、大坂で豊竹勢見太夫を名乗った可能性も考えられる。
同年8月『三都太夫三味線操改名録』には「恵見太夫 竹本勢見太夫」とある。同年同月『三都太夫三味線人形改名録』「恵見太夫改 竹本勢見太夫」とあることから、二代目竹本勢見太夫は恵見太夫であり、正統な勢見太夫名跡の後継者である。その後は江戸で活躍し、嘉永4年（1851年）10月28日東京で死去。戒名：頻伽勝衆信士。

## 三代目
（文政2年（1819年） - 大正6年（1917年）11月2日）
二代目竹本阿蘇太夫 → 八代目竹本紋太夫 → 三代目竹本勢見太夫
五代目竹本綱太夫（七代目紋太夫）の門弟。文政2年（1819年）徳島市内町一丁目の生まれ。本名、粂川勝治郎。『此君帖』では五代目綱太夫への入門を天保9年（1838年）とし、『義太夫年表 明治篇』では初出座を天保5年（1834年）するが、天保12年（1841年）刊行「三ヶ津太夫三味線人形改名師第附」に「豊太夫改 竹本阿蘇太夫」 とあることから、三代目綱太夫門弟の初代竹本阿蘇太夫が存命中と考えられ、初出座の時期は詳らかではない。万延元年（1860年）8月 座摩社内『奥州安達原』「朱雀野ノ段」にて阿蘇太夫事八代目竹本紋太夫を襲名。同芝居で後に六代目政太夫を襲名する三代目竹本阿蘇太夫の襲名も行われている。
文久2年（1861年）正月刊行の見立番付「三都太夫三味線操見競鑑」の欄外に「前頭 大坂 竹本紋太夫事竹本勢イ見太夫」とあることから、紋太夫襲名の一年後に三代目竹本勢見太夫を襲名したことがわかる。『此君帖』でも勢見太夫襲名を同年としている。初代・二代目の門弟筋ではないが、徳島の出身であるために徳島ゆかりの竹本勢見太夫を襲名したと考えられる。
高齢による引退披露を明治34年（1901年）2月明楽座で行い、その際に三代目竹本勢見太夫が豊竹麓太夫を、門弟の三代目殿母太夫が四代目勢見太夫をそれぞれ襲名するという話があったが、師の麓太夫襲名、殿母太夫の勢見太夫の襲名は行われなかった
紋太夫の代数に関しては、五代目綱太夫を七代目紋太夫とすることから、その弟子の紋太夫を八代目とする。

## 四代目
（文久2年（1862年）- 明治40年（1907年）9月18日）
竹本小勢見太夫 → 三代目竹本殿母太夫 → 四代目竹本勢見太夫
三代目竹本勢見太夫（八代目竹本紋太夫）門弟。河内国出身竹本小勢見太夫としての初出座が詳らかではないが、師匠三代目竹本勢見太夫の出座する明治10年（1877年）10月御霊社内小家『五天竺』「水簾洞の段」を語る竹本小勢見太夫の名前がある。その後も師匠と同座したが、明治12年（1879年）5月『聖徳太子御一代記』「太子誕生の段」「草刈の段」を語ったのを最後に休座する。明治16年（1883年）六代目竹本綱太夫に入門し、師の前名殿母太夫を三代目として名乗る。明治21年から6年間東京に滞在。帰阪してからは七代目綱太夫（三代目津太夫）の預かりとなり、明治27年（1894年）正月『里見八犬伝』「白箸川鯉釣の段」を語り文楽座へ復帰。その後も文楽座での出座を続ける。
最初の師匠である三代目勢見太夫が高齢による引退披露を明治34年（1901年）2月明楽座で行い、その際に三代目竹本勢見太夫が豊竹麓太夫を、三代目殿母太夫が四代目勢見太夫をそれぞれ襲名するという話があったが、師の麓太夫襲名、殿母太夫の勢見太夫の襲名は行われなかった。「神戸勢見太夫ガ麓太夫卜改名シテ一世一代ヲ兼ネテ明楽座二月興行ニ出演シ勢見太夫ノ名ヲ殿母太夫ガ襲名スルトノ噂ガ立ツ」
しかし、明治38年（1905年）3月文楽座『義経千本桜』「堀川御所川越太郎上使の段 切」を語り殿母太夫改四代目竹本勢見太夫を襲名。4年越しに最初の師名である勢見太夫を襲名するも、翌々年の明治40年（1907年）9月18日に47歳で死去。最後の舞台は同年同月『彦山権現誓助劔』「毛利元就館の段 切」であった。妻は竹本名瑠吉といった。